# Leptozestis acrocyrta
Leptozestis acrocyrta är en fjärilsart som beskrevs av Turner 1923. Leptozestis acrocyrta ingår i släktet Leptozestis och familjen fransmalar. Inga underarter finns listade i Catalogue of Life.